# بونتورابی جالوه
بونتورابی جالوه (انگلیسی: Bunturabie Jalloh؛ زادهٔ ۱۰ مهٔ ۱۹۹۸) شناگر زن رشته شنای آزاد اهل سیرالئون است که پرچم‌دار کاروان این کشور در بازی‌های المپیک تابستانی ۲۰۱۶ بود.